# Partibogstav
Et partibogstav eller listebogstav, officielt bogstavbetegnelse, er det bogstav, som repræsenterer et parti eller en liste på stemmesedlen ved et offentligt valg i Danmark. Bogstaverne er kendt fra valgplakater. Partibogstavet er ikke nødvendigvis det samme som partiets forkortelse.
Partibogstaverne blev første gang indført i forbindelse med valgmandsvalgene til Landstinget i 1901, og de blev igen brugt ved kommunalvalget i 1909. Fælles, landsdækkende bogstav for de enkelte partier blev indført ved kommunalvalget i 1937 efter lovbekendtgørelse af 22. december 1936 og folketingsvalget i 1943. Rækkefølgen af bogstaverne i det landsdækkende system var baseret på partiernes størrelse i Københavns Borgerrepræsentation.
Ved folketingsvalg og EU-valg beholder de opstillingsberettigede partier deres bogstav fra valg til valg. Bogstavet er fortsat reserveret, hvis partiet ikke deltager i valg i nogle omgange.
Ved kommunale valg er bogstaverne reserveret for de partier, som er opstillingsberettiget til folketingsvalg (eller har deltaget i et af de senere folketingsvalg). Andre lister får tildelt et bogstav af valgbestyrelsen. Ofte tager man dog hensyn til listernes ønsker og det bogstav, som de traditionelt har anvendt. Ved kommunale valg kan flere lister få samme bogstav, der så suppleres med et tal (f.eks. V1, V2, V3). På den måde kan et parti opstille flere lokale lister, der indgår i listeforbund.
Formålet med partibogstaver er formentlig at gøre optællingen nemmere. Tabeller og beregninger kan nemmere opstilles, når der kun skal bruges et bogstav, men det er nødvendigt at bogstavet er entydigt. Til gengæld er partiforkortelser (f.eks. K/KF/Kons., R/RV/DRV/Rad., S/Soc./Socdem.) ikke officielt reguleret i Danmark, i modsætning til en del andre lande.
Færøerne og Island anvender samme system som det danske. I andre lande bruges der ofte tal, forskellige gængse partiforkortelser (f.eks. i Sverige eller Tyskland) eller – som oftest – ingen særlig betegnelse ud over partiernes navne.

## Lovgrundlag
Folketingsvalglovens § 14, stk. 1 fastsætter:
Indenrigs- og sundhedsministeren tildeler de opstillingsberettigede partier en bogstavbetegnelse, som partierne skal opføres med på stemmesedlerne. Ved tildelingen skal der tages hensyn til, at partierne så vidt muligt bevarer de bogstavbetegnelser, de har haft ved tidligere valg.
I Lov om kommunale valg er reglerne mere udførlige:
§ 32. Valgbestyrelsen tildeler de godkendte kandidatlister en bogstavbetegnelse efter reglerne i §§ 33-36. På stemmesedlen anføres kandidatlisterne med bogstavbetegnelsen og i alfabetisk rækkefølge efter denne.
§ 33. Kandidatlister, hvis listebetegnelse er navnet på et parti, der den 1. august i valgåret er opstillingsberettiget til folketingsvalg, eller i hvis listebetegnelse indgår et sådant navn, skal tildeles partiets bogstavbetegnelse til folketingsvalg. Tilsvarende gælder kandidatlister, hvis listebetegnelse er navnet på det tyske mindretals parti, eller listebetegnelser, hvori dette navn indgår. 
Stk. 2. De bogstavbetegnelser, der er omfattet af stk. 1, kan ikke tildeles andre kandidatlister.
Stk. 3. Snarest muligt efter det tidspunkt, der er anført i stk. 1, bekendtgør indenrigs- og sundhedsministeren i Statstidende, hvilke bogstavbetegnelser der er tildelt de partier, der er nævnt i stk. 1.
§ 34. Kandidatlister, der ikke er omfattet af reglerne i § 33, tildeles en af de bogstavbetegnelser, der ikke er forbeholdt efter reglerne i § 33, stk. 2. Bogstavet X kan dog ikke tildeles nogen kandidatliste. 
Stk. 2. Hvis flere kandidatlister har samme listebetegnelse, skal de tildeles samme bogstavbetegnelse, såfremt de anmoder herom. Tilsvarende gælder, hvis flere kandidatlister, bortset fra en betegnelse, der angiver et særligt lokalt eller andet tilhørsforhold, har samme listebetegnelse.
Stk. 3. Skriftlig anmodning om tildeling af samme bogstavbetegnelse skal indleveres til valgbestyrelsens formand samtidig med indlevering af kandidatlisten. Anmodningen skal for hver kandidatliste være underskrevet af alle stillere og kandidater på kandidatlisten.
§ 35. Hvis flere kandidatlister skal have tildelt samme bogstavbetegnelse, føjes et tal til bogstavbetegnelsen (A.1, A.2, A.3 osv.) i den rækkefølge, hvori kandidatlisterne er indleveret.
§ 36. Hvis det ikke er muligt at tildele en bogstavbetegnelse til alle de kandidatlister, der er omfattet af reglerne i § 34, gælder følgende: 
1) En tidligere indleveret kandidatliste går ved tildelingen af en bogstavbetegnelse forud for en senere indleveret.
2) Kandidatlister, der ikke er tildelt en bogstavbetegnelse, anføres nederst på stemmesedlen i alfabetisk rækkefølge efter deres listebetegnelse.

## Danske partibogstaver
Listen omfatter bogstavbetegnelser ved folketingsvalg siden 1943 og europaparlamentsvalg siden 1989. Fremhævede partibogstaver var opstillingsberettigede ved folketingsvalget 2022. Kursiverede partier/partibogstaver er partier, der er blevet godkendt første gang som opstillingsberettiget efter 2022.
- A – Socialdemokratiet
- B – Radikale Venstre
- C – Det Konservative Folkeparti
- D – Nye Borgerlige (2016-); Centrum-Demokraterne (1989-2005); Venstre (1943-1968)
- E – Klaus Riskær Pedersen (2019); Retsforbundet (1943-1987, 1990)
- F – Socialistisk Folkeparti (1960-); Bondepartiet (1943)
- G – Veganerpartiet (2020-); De Grønne (1987-1990)
- H – Borgernes Parti - Lars Boje Mathiesen (2025-); Det Humanistiske Parti (1987, 1990)
- I – Liberal Alliance (2008-); Socialistisk Arbejderparti (1981-1987)
- J – Junibevægelsen (1994-2009)
- K – Kristendemokraterne, (2004-); Danmarks Kommunistiske Parti (1945-1988);
- L – [nu normalt forbeholdt lokallisterne ved kommunal- og regionalvalg];[1] Marxistisk-Leninistisk Parti (1984-1987); Liberalt Centrum (1966-1968)
- M – Moderaterne (2021-); Minoritetspartiet (2004-2007); Centrum-Demokraterne (1973-1988); Fredspolitisk Folkeparti (1964)
- N – Folkebevægelsen mod EU (1979-); Danmarks Nationalsocialistiske Arbejderparti (1943)
- O – Dansk Folkeparti (1998-)
- P – Stram Kurs (2019-); Fælles Kurs (1987-1990); Pensionistpartiet (1977);
- Q – Frie Grønne (2021-); Kristeligt Folkeparti (1971-2004)
- R – Kommunistisk Arbejderparti (1979-1981); Dansk Samling (1943-1947, 1953 nr. 1, 1964)
- S – Slesvigsk Parti (1957-1964, 1968-1971) [partibogstavet er fast uanset partiets manglende deltagelse i folketingsvalg][1]
- T – [normalt forbeholdt lokallisterne ved kommunal- og regionalvalg][1]
- U – Demokratisk Fornyelse (1998); De Uafhængige (1953 nr. 2-1968)
- V – Venstre (1971-), Hovedstadens Venstre (1947)
- W – [tildeles normalt ikke da det har været opfattet som en variant af V][1]
- X – [benyttes ikke da det forveksles med et afkrydsningssymbol][1]
- Y – Ny Alliance (2007-2008); Venstresocialisterne (1968-1988)
- Z – Fremskridtspartiet (1973-2001)
- Æ – Danmarksdemokraterne - Inger Støjberg[2] (2022-)[1]
- Ø – Enhedslisten (1990-)
- Å – Alternativet (2015-)

### Færøske partibogstaver
Fremhævede partibogstaver deltog i lagtingsvalget 2015. Til folketingsvalg er de partier der opnåede valg ved sidste lagstingsvalg opstillingsberretigede og samme partibogstaver anvendes. 
- A – Fólkaflokkurin (Folkeflokken)
- B – Sambandsflokkurin (Sambandspartiet)
- C – Javnaðarflokkurin (Socialdemokratiet)
- D – Sjálvstýrisflokkurin (Selvstyrepartiet)
- E – Tjóðveldi (Republikanerne)
- F – Framsókn (Fremskridt) (siden 2011); Kristiligi Fólkaflokkurin (Kristeligt folkeparti) (indtil 1998); før har Framburðsflokkurin (Fremskridtspartiet) brugt samme bogstav.
- G – Verkamannafylkingin (Arbejderfronten) (1994-1998)
- H – Miðflokkurin (Centerpartiet)
- I – Vinnuflokkurin (Handelspartiet)
- J – Loysingarflokkurin (Løsrivelsespartiet)
- K – Hin Stuttligi Flokkurin (Det Sjove Parti) (2004)
- L – Miðnámsflokkurin (Studenterpartiet) (2008); Framsóknarflokkurin (Fremskridtspartiet)
- M – Frælsisfylkingin (Frihedsfronten)
- N – Sosialistiski Loysingarflokkurin (Socialistisk Løsrivelsesparti)
- O – Hin Føroyski Flokkurin (Det Færøske Parti)
- U – Uttanflokka (Udenfor partierne / løsgængere)

## Islandske partibogstaver
Listen omfatter bogstavbetegnelser ved altingsvalg siden 1991. Fremhævede partibogstaver deltog i altingsvalget 2013.
- A  – Björt framtíð (Lys Fremtid) (2013); Alþýðuflokkurinn (Folkepartiet) (indtil 1995)
- B  – Framsóknarflokkurinn (Fremskridtspartiet)
- D  – Sjálfstæðisflokkurinn (Selvstændighedspartiet)
- E  – Verkamannaflokkur Íslands (1991)
- F  – Frjálslyndi flokkurinn (1999-2009); Frjálslyndir (1991)
- G  – Hægri Grænir flokkur fólksins (2013); Alþýðubandalagið (Folkealliancen) (indtil 1995)
- H  – Húmanistaflokkurinn (2013, tidligere M); Heimastjórnarsamtökin (1991)
- I  – Flokkur Heimilanna (2013); Íslandshreyfingin (2007)
- J  – Regnboginn (2013); Þjóðvaki (Folket vågner) (1995)
- K – Sturla Jónsson (2013); Kristilegi lýðræðisflokkurinn (indtil 1999)
- L – Lýðræðisvaktin (2013)
- M – Landsbyggðarflokkurinn (2013); Húmanistaflokkurinn (1987-1991, 1999); Vestfjarðalistinn (1995)
- N – Nýtt afl (2003); Náttúrulagaflokkurinn (1995)
- O – Borgarahreyfingin (Borgerbevægelsen) (2009)
- P – Lýðræðishreyfingin (2009)
- R – Alþýðufylkingin (2013)
- S – Samfylkingin (Samlingsfronten) (seit 1999); Suðurlandslistinn (1995)
- T – Dögun (2013); Samtök öfgasinnaðra jafnaðarmanna (1991)
- U – Vinstrihreyfingin - Grænt framboð (Venstrebevægelsen – de grønne) (1999-2003 derefter V)
- V – Vinstrihreyfingin - Grænt framboð  (Venstrebevægelsen – de grønne) (siden 2007, før U); Kvennalistinn (Kvindelisten) (indtil 1995)
- Z – Anarkistar á Íslandi (1999); Grænt framboð (1991)
- Þ – Píratar (2013); Þjóðarflokkur - Flokkur mannsins (1991)